# Rashida Jones

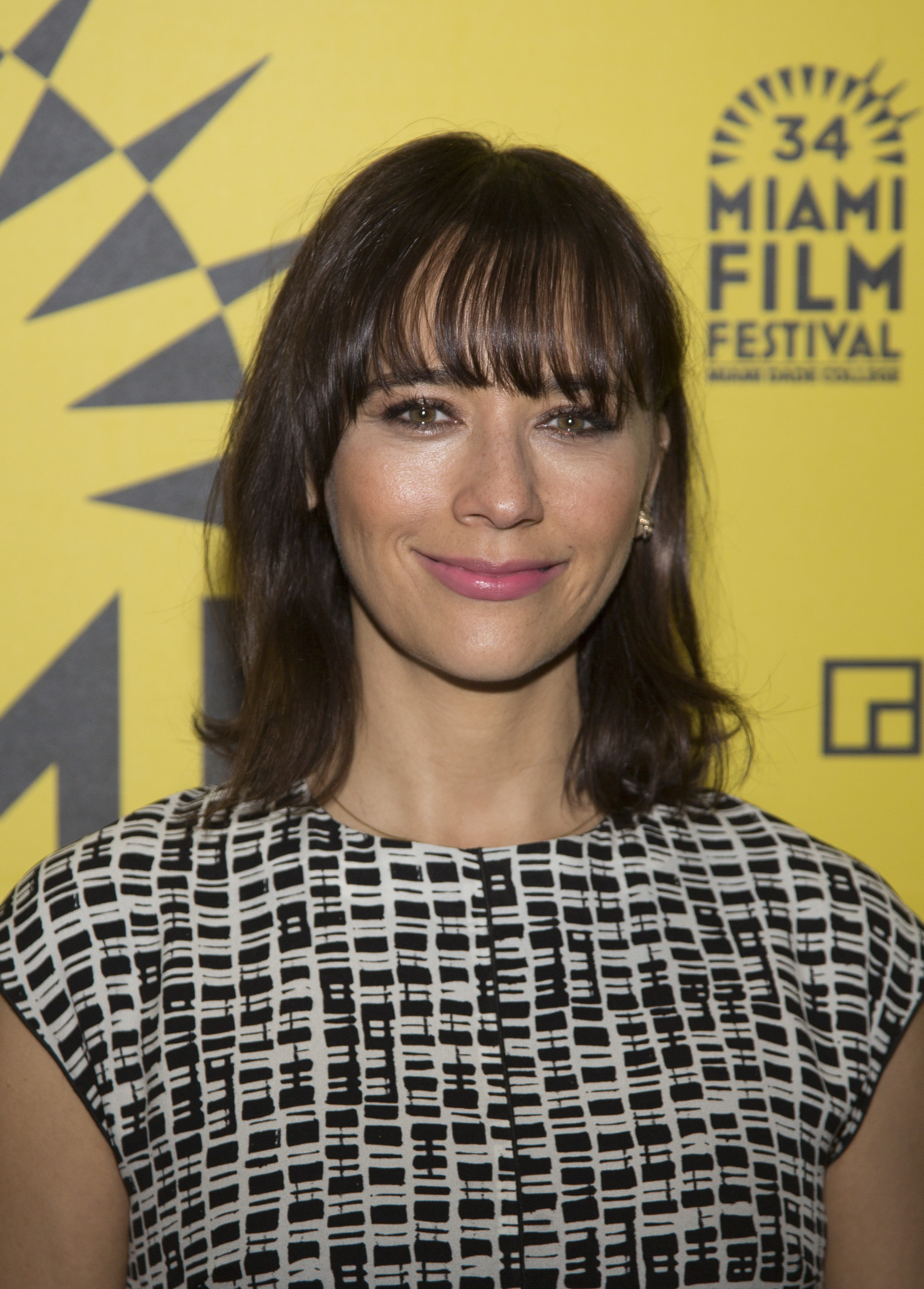
Rashida Jones (2017)

Rashida Leah Jones (* 25. Februar 1976 in Los Angeles, Kalifornien) ist eine US-amerikanische Schauspielerin, Drehbuchautorin und Produzentin.

## Leben
Rashida Jones ist die jüngere Tochter des Medienmoguls, Produzenten und Musikers Quincy Jones (1933–2024) und der Schauspielerin Peggy Lipton. Sie hat eine ältere Schwester, Kidada Jones, und fünf Halbgeschwister (durch andere Beziehungen ihres Vaters). Ihr Vater ist afroamerikanischer und walisischer Herkunft und ihre Mutter russisch-jüdischer und lettisch-jüdischer Herkunft. Jones wurde in der Tradition des Reformjudentums erzogen und besuchte eine hebräische Schule, welche sie jedoch mit zehn Jahren wieder verließ, weshalb sie keine Bat Mitzwa hatte. Sie wuchs in Bel Air auf. Ihre Eltern trennten sich, als Jones 14 Jahre alt war, woraufhin sie ihre restliche Jugendzeit bei ihrer Mutter in Brentwood verbrachte. Nach ihrem College-Abschluss plante sie, Anwältin zu werden, studierte dann jedoch in Harvard Religion und Philosophie. Schon dort wandte sie sich den darstellenden Künsten zu, spielte in einigen Theaterstücken mit und war musikalische Leiterin einer A-cappella-Gruppe. Ihr Studium beendete sie im Jahr 1997.

### Schauspielkarriere

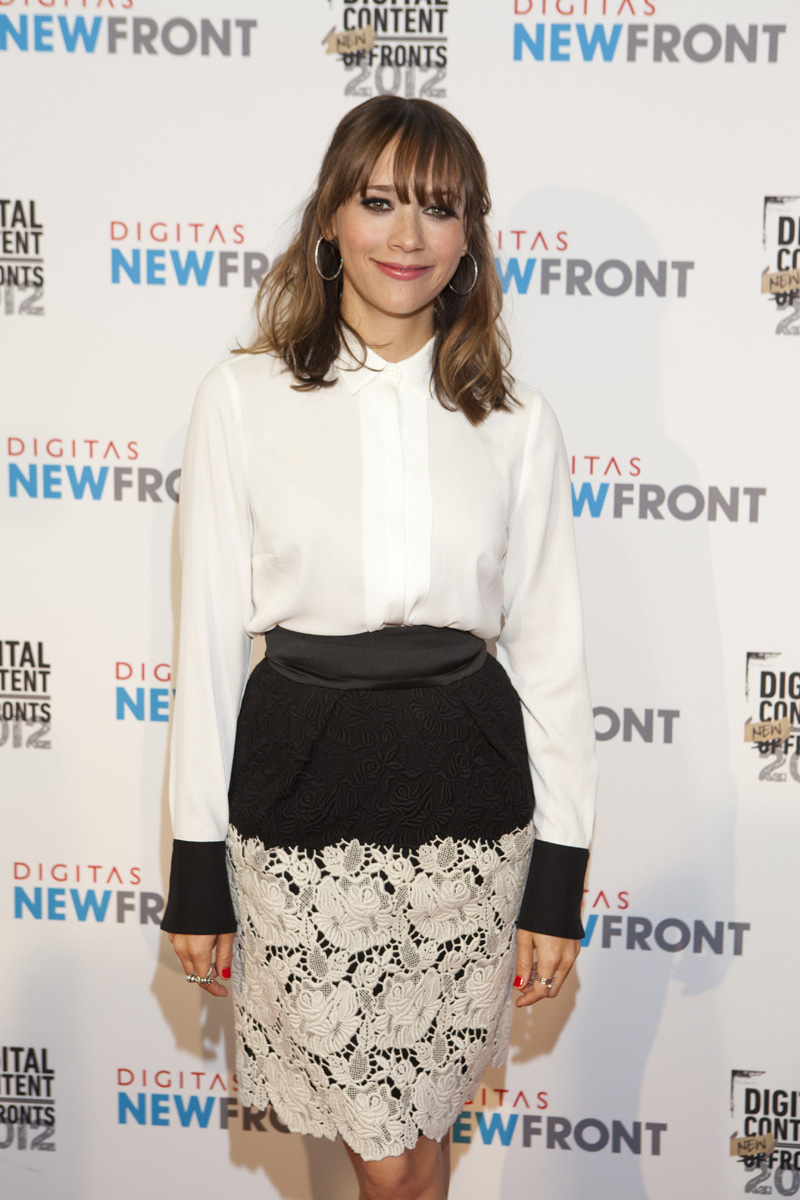
Rashida Jones (2012)

Jones machte ihr Schauspieldebüt mit einer kleinen Rolle in der Mini-Serie The Last Don im Jahr 1997. Nach einer Nebenrolle in dem Emmy-prämierten Fernsehfilm Women Love Women und einem Gastauftritt in der Serie Voll daneben, voll im Leben (2000) gelang Jones mit der Rolle der Louisa Fenn in der Fox-Serie Boston Public der Durchbruch.
Nachdem ihre Rolle nach zwei Jahren aus der Serie geschrieben wurde, war Jones in einigen Kino- und Fernsehfilmen zu sehen, darunter in der romantischen Komödie Die Ex-Freundinnen meines Freundes (2004) an der Seite von Brittany Murphy. Daraufhin folgte die Hauptrolle in der britischen Comedy-Serie NY-LON (2004) sowie eine weitere in der TNT-Serie Wanted (2005) als Detective Carla Merced. Jones erschien auch in einigen Pilotepisoden, die aber nicht über den Piloten hinaus weiter produziert wurden. Im Jahr 2006 spielte sie ab der dritten Staffel der erfolgreichen Serie Das Büro (The Office) regelmäßig die Vertriebsangestellte Karen Filippelli. In der vierten, fünften und siebten Staffel hatte sie in jeweils einer Episode Gastauftritte in dieser Rolle.
2008 erhielt sie eine weitere Hauptrolle in einer Comedy-Serie Unhitched, die jedoch bald abgesetzt wurde, daneben gab sie Gastauftritte in über drei Episoden von Lisa Kudrows Web Therapy.
Die Autoren Greg Daniels und Michael Schur engagierten Jones für Parks and Recreation, bevor das Konzept der neuen Serie stand. Sie spielte von der ersten bis zur Mitte der sechsten Staffel die Hauptrolle der Ann Perkins, der besten Freundin der Hauptfigur Leslie Knope (Amy Poehler). Danach trat sie nur noch in einzelnen Episoden der Serie auf. Sie entwickelte für Fox gemeinsam mit Will McCormack die Comedyserie Stuck.
Neben ihrem Engagement in Parks and Recreation war sie auch in der romantischen Komödie Trauzeuge gesucht! (2009) und in Cop Out – Geladen und entsichert (2010) zu sehen. 2010 spielte Jones in The Social Network die Rolle der Marylin Delpy, der Verteidigerin von Mark Zuckerberg (gespielt von Jesse Eisenberg). 2011 spielte sie in der Komödie Freunde mit gewissen Vorzügen. Weitere Rollen folgten in den Komödien My Idiot Brother, The Big Year und in Jason Segels The Muppets. Für Celeste & Jesse schrieb sie zusammen mit Will McCormack das Drehbuch und spielte die weibliche Hauptrolle.
Von 2016 bis 2019 stand Jones als Polizistin an der Seite von Serienpartner Hayes MacArthur für die Fernsehserie Angie Tribeca vor der Kamera.

### Musikkarriere
Bereits in jungen Jahren spielte Jones klassische Klavierkonzerte und wurde mit Auszeichnungen geehrt. Als Background-Sängerin hat sie die Band Maroon 5 unterstützt und einen Song zu Tupac Shakurs Tributealbum beigesteuert. Shakur war der Verlobte ihrer Schwester.

### Persönliches
Jones engagiert sich für verschiedene wohltätige Zwecke, vornehmlich für Kinder. Nach Beziehungen mit Tobey Maguire, dem Musikproduzenten Mark Ronson, Josh Hartnett und ihrem The Office-Kollegen John Krasinski war sie mit Barack Obamas Redenschreiber Jon Favreau liiert. Im August 2018 wurde sie Mutter eines Sohnes. Vater ist Ezra Koenig, der Sänger der Band Vampire Weekend.
2018 wurde sie in die Academy of Motion Picture Arts and Sciences berufen, die jährlich die Oscars vergibt.

## Filmografie (Auswahl)
Als Schauspielerin
- 1998: Myth America
- 2000: East of A
- 2000–2002: Boston Public (Fernsehserie, 36 Folgen)
- 2004: Die Ex-Freundinnen meines Freundes (Little Black Book)
- 2004: NY-LON (Fernsehserie, 7 Folgen)
- 2005: Wanted (Fernsehserie, 13 Folgen)
- 2006–2011: Das Büro (The Office, Fernsehserie, 26 Folgen)
- 2007: Das 10 Gebote Movie (The Ten)
- 2007: Death of a Dynasty
- 2008: Unhitched (Fernsehserie, 6 Folgen)
- 2008–2014: Web Therapy (Fernsehserie, 5 Folgen)
- 2009: Trauzeuge gesucht! (I Love You, Man)
- 2009–2015, 2020: Parks and Recreation (Fernsehserie, 106 Folgen)
- 2010: Cop Out – Geladen und entsichert (Cop Out)
- 2010: Life in Flight
- 2010: The Social Network
- 2010: Monogamy
- 2011: Die Muppets (The Muppets)
- 2011: Freunde mit gewissen Vorzügen (Friends with Benefits)
- 2011: Our Idiot Brother
- 2011: Ein Jahr vogelfrei! (The Big Year)
- 2011: Wilfred (Fernsehserie, Folge 1x05)
- 2012: Celeste & Jesse (Celeste & Jesse Forever)
- 2014: Decoding Annie Parker
- 2014: Cuban Fury – Echte Männer tanzen (Cuban Fury)
- 2014: Key and Peele (Fernsehserie, Folge 4x05)
- 2015: Alles steht Kopf (Inside Out, Stimme)
- 2015: Matters of the Heart
- 2015: A Very Murray Christmas
- 2016–2018: Angie Tribeca (Fernsehserie, 40 Folgen)
- 2017–2018: Black-ish (Fernsehserie, 2 Folgen)
- 2017: Don’t Come Back from the Moon
- 2018: Portlandia (Fernsehserie, Folge 8x04)
- 2018: Catch Me! (Tag)
- 2018: Zoe
- 2018: Der Grinch (The Grinch, Stimme)
- 2019: The Sound of Silence
- 2019: Klaus (Stimme)
- 2020: #blackAF (Fernsehserie, 8 Folgen)
- 2020: On the Rocks
- 2020: Duncanville (Fernsehserie, 8 Folgen, Stimme)
- 2022: Toast of Tinseltown (Fernsehserie, 4 Folgen)
- 2023: Silo (Fernsehserie, Folge 1x01)
- 2024: Sunny (Fernsehserie, 10 Folgen)
- 2025: Black Mirror (Fernsehserie, Folge 7x01)

Als Drehbuchautorin
- 2012: Celeste & Jesse (Celeste & Jesse Forever)
- 2016: Black Mirror (Fernsehserie, Folge 3x01)

Als Produzentin
- 2015: Hot Girls Wanted